# Monoblemma unicum
Monoblemma unicum là một loài nhện trong họ Tetrablemmidae.
Loài này thuộc chi Monoblemma. Monoblemma unicum được Gertsch miêu tả năm 1941.